# Virgin Gorda Recreation Ground
Virgin Gorda Recreation Ground – mały stadion piłkarski w Spanish Town, na wyspie Virgin Gorda na Brytyjskich Wyspach Dziewiczych. Swoje mecze rozgrywają na nim drużyny piłkarskie VG Ballstars i VG United. Stadion może pomieścić 1000 osób. Posiada nawierzchnię piaszczystą.